# Cycas montana
Cycas montana — вид саговників, ендемічний для о. Флорес, Індонезія. Його типова місцевість — село Вае Мото, Ндара, район Нгоанг, провінція Мангарай, Флорес. Його також культивують у місті Баджава та інших прилеглих селах регіону Нгада.